# Dynamine anubis
Dynamine anubis är en fjärilsart som beskrevs av William Chapman Hewitson 1859. Dynamine anubis ingår i släktet Dynamine och familjen praktfjärilar. Inga underarter finns listade i Catalogue of Life.

## Bildgalleri

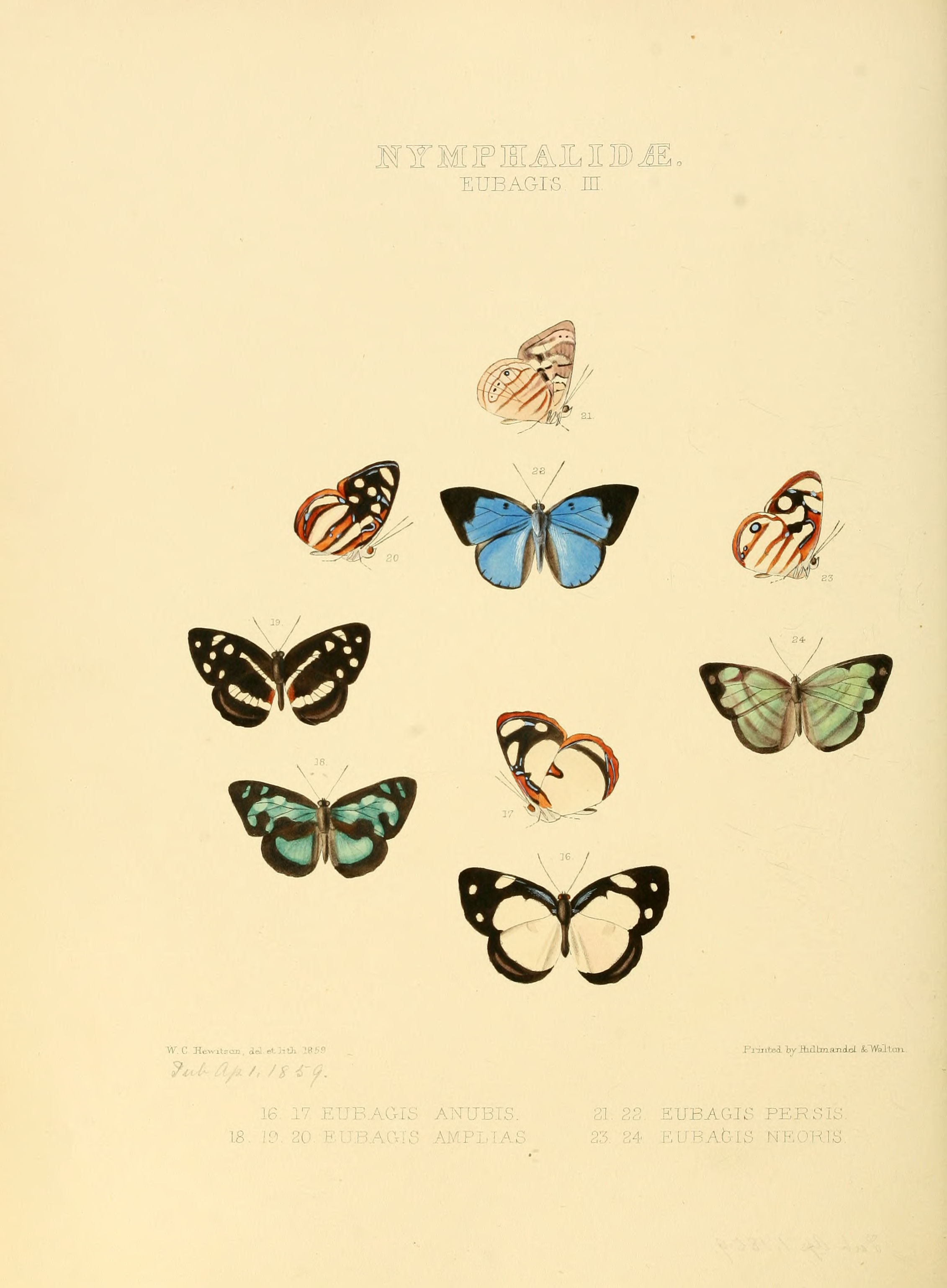